# José Manuel Garcia Cordeiro
José Manuel Garcia Cordeiro (Seles, 29 maggio 1967) è un arcivescovo cattolico portoghese, dal 3 dicembre 2021 arcivescovo metropolita di Braga e primate del Portogallo.

## Biografia
José Manuel Garcia Cordeiro è nato a Vila Nova de Seles, nell'allora Africa Occidentale Portoghese, il 29 maggio 1967. Nel 1975 la famiglia si è trasferita a Parada, una località del comune di Alfândega da Fé.

### Formazione e ministero sacerdotale
Ha compiuto gli studi ecclesiastici nei seminari diocesani di Vinhais, Braganza e Porto.
Il 6 maggio 1990 è stato ordinato diacono nella chiesa del seminario di San Giuseppe a Braganza. Poco dopo è stato nominato direttore spirituale dei seminari minore, medio e maggiore di San Giuseppe e direttore del segretariato diocesano per la pastorale vocazionale. Il 16 giugno 1991 è stato ordinato presbitero per la diocesi di Braganza-Miranda nella chiesa di San Giuseppe a Braganza. Il 13 novembre successivo ha conseguito la laurea in teologia presso la Facoltà di Teologia nel campus di Porto dell'Università Cattolica del Portogallo. In seguito è stato parroco di diverse comunità del distretto di Braganza: Cova de Lua nel 1991; San Nicola a Salsas con gli annessi Freixeda, Moredo e Vale de Nogueira dal 1991 al 1992; parrocchia scolastica di Nostra Signora della Concezione a Braganza dal 1992 al 1999; Sortes e Mós con gli annessi Viduedo e Lanção dal 1996 al 1997 e Grijó de Parada con gli annessi Freixedelo e Carocedo dal 1998 al 1999.
Ha prestato servizio anche come maestro delle celebrazioni liturgiche episcopali dal 1990 al 1999; presidente del centro sociale scolastico "Padre Cristóvão Gil" dal 1992 al 1999; delegato episcopale per il diaconato permanente dal 1993 al 1999; direttore del segretariato diocesano per la pastorale giovanile dal 1995 al 1997; presidente del dipartimento di educazione alla fede e alle vocazioni dal 1995 al 1997; membro del comitato esecutivo del congresso storico di Braganza e del comitato per la commemorazione dei 450 anni della diocesi di Braganza-Miranda dal 1995 al 1996; arciprete di Braganza dal 1996 al 1999; direttore della segreteria diocesana per la liturgia dal 1997 al 1999; presidente del dipartimento per la liturgia e la cultura dal 1998 al 1999 e direttore del preseminario diocesano e di nuovo direttore del segretariato diocesano per la pastorale vocazionale dal 1998 al 1999.
Tra il 1989 e il 1999 è stato docente in alcune istituzioni della diocesi di Braganza-Miranda, tra cui spiccano il seminario diocesano di San Giuseppe e l'Istituto diocesano di studi pastorali.
Nell'anno accademico 1999-2000 è stato a Roma per studi. Il 16 gennaio 2002 ha conseguito la licenza e il 6 marzo 2004 il teologia in liturgia presso il Pontificio ateneo Sant'Anselmo. La sua tesi di dottorato è poi stata pubblicata con il titolo A sacramentalidade e a ministerialidade no primeiro milénio através de alguns testemunhos patrísticos, litúrgicos e teológicos. Tra il 2001 e il 2002 è stato vice-rettore del Pontificio Collegio Portoghese. Nel 2005 è stato nominato rettore dello stesso. A Roma ha insegnato diverse materie, principalmente relative alla sua specializzazione in liturgia, presso la Facoltà di Teologia della Pontificia università "San Tommaso d'Aquino" e il Pontificio Istituto Liturgico del Pontificio ateneo Sant'Anselmo. È stato anche membro del comitato di redazione della rivista Seminarium della Congregazione per l'educazione cattolica dal 2005 al 2011 e vice commissario della commissione speciale per il trattamento delle cause di esenzione dai doveri del sacerdozio, secondo le norme della Congregazione per il clero, dal 2008 al 2011.
Il 3 novembre 2010 è stato nominato consultore della Congregazione per il culto divino e la disciplina dei sacramenti.

### Ministero episcopale

Stemma di monsignor Garcia Cordeiro come vescovo di Braganza-Miranda.

Il 18 luglio 2011 papa Benedetto XVI lo ha nominato vescovo di Bragança-Miranda. Ha ricevuto l'ordinazione episcopale il 2 ottobre successivo nella cattedrale di Nostra Signora Regina a Braganza dal cardinale José da Cruz Policarpo, patriarca di Lisbona, co-consacranti António Montes Moreira e António José Rafael, entrambi vescovi emeriti di Braganza-Miranda e suoi predecessori. Durante la stessa celebrazione ha preso possesso della diocesi.
Il 15 maggio 2012 ha prestato giuramento come accademico corrispondente dell'Accademia Internazionale di Cultura Portoghese. La sessione di investitura si è svolta presso la sede dell'istituto a Lisbona dove il presule ha tenuto una relazione sul tema "Dal movimento liturgico alla riforma liturgica in Portogallo".
Nel settembre del 2015 ha compiuto la visita ad limina.
Il 28 ottobre 2016 papa Francesco lo ha nominato membro della Congregazione per il culto divino e la disciplina dei sacramenti.
Il 3 dicembre 2021 lo stesso pontefice lo ha promosso arcivescovo metropolita di Braga. Con l'incarico ricevuto è divenuto automaticamente primate di Portogallo. Ha preso possesso dell'arcidiocesi il 13 febbraio 2022.
In seno alla Conferenza episcopale portoghese è presidente della commissione per la liturgia e la spiritualità dal 2014, membro del consiglio permanente dal 26 aprile 2017 e delegato per i congressi eucaristici internazionali dal 2018. In precedenza è stato membro della commissione per le vocazioni e i ministeri.

## Genealogia episcopale e successione apostolica
La genealogia episcopale è:
- Cardinale Scipione Rebiba
- Cardinale Giulio Antonio Santori
- Cardinale Girolamo Bernerio, O.P.
- Arcivescovo Galeazzo Sanvitale
- Cardinale Ludovico Ludovisi
- Cardinale Luigi Caetani
- Cardinale Ulderico Carpegna
- Cardinale Paluzzo Paluzzi Altieri degli Albertoni
- Papa Benedetto XIII
- Papa Benedetto XIV
- Cardinale Enrico Enriquez
- Arcivescovo Manuel Quintano Bonifaz
- Cardinale Buenaventura Córdoba Espinosa de la Cerda
- Cardinale Giuseppe Maria Doria Pamphilj
- Papa Pio VIII
- Papa Pio IX
- Cardinale Alessandro Franchi
- Cardinale Gaetano Aloisi Masella
- Cardinale José Sebastião d'Almeida Neto, O.F.M.Disc.
- Vescovo António José de Souza Barroso
- Vescovo Manuel Luís Coelho da Silva
- Cardinale Manuel Gonçalves Cerejeira
- Cardinale António Ribeiro
- Cardinale José da Cruz Policarpo
- Arcivescovo José Manuel Garcia Cordeiro

La successione apostolica è:
- Vescovo Delfim Jorge Esteves Gomes (2022)
- Vescovo Roberto Rosmaninho Mariz (2023)
- Vescovo Nélio Pereira Pita, C.M. (2025)

## Opere
- A Sacramentalidade e a Ministerialidade no primeiro milénio, através de alguns testemunhos patrísticos, litúrgicos e teológicos, Lisbona, Universidade Católica Editora, 2004,  p. 280, ISBN 972-54-0082-8.
- con L. Morais, Novena – Retiro Nossa Senhora da Serra, Rebordãos, Braganza, 2002,  p. 152.
- con S. Pires, Seminário Diocesano de S. José. Memória e desafios, Seminário de S. José, Braganza, 2007,  p. 85.
- con J.F.C. Esteves, Liturgia da Igreja, Lisbona, Universidade Católica Editora, 2008,  p. 292, ISBN 978-972-54-0190-3.
- O padre – do mistério ao ministério, Lisbona, Pedra Angular, 2009,  p. 192, ISBN 978-989-96145-5-0.
- O grão de amendoeira, Lisbona, Pedra Angular, 2010,  p. 175, ISBN 978-989-96145-9-8.
- O bispo, servidor da esperança. Viver a missão como profecia, Águeda, Paulinas, 2011,  p. 126, ISBN 978-989-673-196-0.
- O Seminário, laboratório de esperança para o futuro, Bragança, 2011,  p. 33.
- Liturgia, a primeira escola da fé, Lisbona, 2012,  p. 64, ISBN 978-972-30-1659-8.
- Fé acreditada, fé rezada. 12 celebrações para o Ano da Fé, Águeda, Paulinas, 2012,  p. 175, ISBN 9789896732745.
- A árvore do pão, Braganza, 2014,  p. 278, ISBN 978-989-98545-2-9.
- Corações ao alto / Introdução à Liturgia da Igreja, Paulus,  p. 216, ISBN 9789723018141.
- O bálsamo da unção, 2015, ISBN 978-989-985-45-7-4.
- Celebrar o Dom da Graça,  p. 120, ISBN 978-989-8293-95-4.
- Caroço de Cereja, 2021.